# Ophiarachna delicata
Ophiarachna delicata is een slangster uit de familie Ophiodermatidae.
De wetenschappelijke naam van de soort werd in 1932 gepubliceerd door Hubert Lyman Clark.